# Hartjärnen (Särna socken, Dalarna)
Hartjärnen är en sjö i Älvdalens kommun i Dalarna och ingår i Dalälvens huvudavrinningsområde.